# Parajubaea cocoides
Espèce
Le Cocotier de Quito (Parajubaea cocoides) est une espèce sud-américaine de la sous-famille des Arecoideae et de la tribu des Cocoseae. Il s'agit d'une espèce de palmiers à feuilles pennées. Elle est cultivée traditionnellement pour son fruit dans la cordillère des Andes au Sud de la Colombie et en Équateur jusqu'à 3 000 m d'altitude. Sa graine comestible, semblable à une noix, est consommée localement. Aucun spécimen n'est connu à l'état sauvage.

## Publication originale
- Burret K.E.M., 1930. Notizblatt des Botanischen Gartens und Museums zu Berlin-Dahlem. Berlin-Dahlem 11:48.